# Brucerolis osheai
Brucerolis osheai is een pissebed uit de familie Serolidae. De wetenschappelijke naam van de soort is voor het eerst geldig gepubliceerd in 2009 door Storey & Poore.